# La Belle Ferronière
La Belle Ferronière és el títol de dos retrats del Renaixement: l'un al Museu del Louvre i un altre al Museu Czartoryski de Cracòvia, tots dos atribuïts al pintor italià Leonardo da Vinci. Aquest Retrat d'una dona desconeguda o Retrat de dama del Museu del Louvre va ser pintat cap al 1490-1495, i es creu posterior a Dama amb un ermini de Cracòvia. És un oli sobre taula que fa 63 cm d'alt i 45 cm d'amplada.

## Autoria
Bernardino Conti o Boltraffio potser hagi estat l'autor del retrat, encara que actualment s'atribueix per la crítica, de manera generalitzada, a Leonardo. La pintura apareix, breument, en la seqüència inicial de la pel·lícula de 2006 El codi da Vinci.

## Origen del títol
La Belle Ferronière fou una de les amants del rei Francesc I de França. Era una burgesa de París, i rebria el nom de la professió del seu marit, ferronnier ('ferreter, persona que comercia amb ferro'), o simplement del nom del seu marit, anomenat Ferron. Aquest home va fingir tolerar el comportament de la seva dona, però secretament ideà una forma odiosa de desfer-se d'ella i el seu amant reial, contraient la sífilis. Ella va morir prest i Francesc I no se'n va curar mai.
Aquesta dona va donar el seu nom (ferronière) a una joia que consistia en una cinta o cadena que envolta el cap, immobilitzant el cabell, i que es tanca sobre el front amb un camafeu o una pedra preciosa. Aquest adorn es va posar de moda entre les dones de França i Itàlia del segle xvi, i es feia servir per a ocultar lesions sifilítiques.
La dama d'aquesta obra de Da Vinci usa aquesta joia, i això donà lloc a una errada de catalogació a la fi del segle xviii. De fet, s'ignora qui és la retratada. Tradicionalment, se l'ha identificada amb Isabel d'Este (marquesa consort de Màntua), Beatriu d'Este (duquessa de Milà) o també amb Isabel Gonzaga, o una de les moltes amants de Ludovico Sforza, com Lucrezia Crivelli, de la qual Leonardo feu un retrat, segons consta en el Còdex Atlantico (f. 167 vto.); potser representi Cecília Gallerani, amant de Moro, a una edat més avançada respecte a les faccions juvenils que presenta en la Dama amb un ermini.
Està documentat en les col·leccions reials franceses de Fontainebleau al 1642, la qual cosa fa suposar, encara que no està confirmat, que va ser adquirit en temps de Lluís XII o Francesc I.

## Anàlisi de l'obra
L'obra la realitzà durant els anys de l'estada a Milà de l'artista, i reflecteix l'intens estudi d'òptica d'aquell període, evident en el bellíssim detall de la reverberació del vestit vermell a la galta de l'enigmàtic rostre. El modelatge de les carnacions s'aconsegueix gràcies als jocs de llum i ombres.
Aquesta bonica dona sembla estar en la flor de la joventut. Té una cinta al front igual que La dama de l'ermini, i porta un pentinat similar a aquesta última; el cabell és llis i cobreix les orelles i la part lateral de la cara, evidència de la moda d'aquell temps.
Està representada en un bust de tres quarts. A jutjar per la posició que es pot veure als braços, té les mans entrellaçades. Gira lleument inclinat el cap, vers l'espectador, signe d'innocència i curiositat. Encara que roman callada, no està del tot seriosa. Els ulls mostren gran vivesa i la mirada és penetrant.
El vestit és vermell i té petits monyos i cintes de tons grisos i transparents. La riquesa del teixit del vestit és una indicació de l'elevat estatus social de la retratada. Porta una cinta en forma de collaret al coll.
Són moltes les característiques que té en comú aquest retrat amb La dama amb un ermini. Fins i tot, el fons és fosc en les dues obres, però Leonardo encara no experimenta amb l'esfumat en aquests moments, una de les raons per les quals aquest retrat no és tan famós com La Gioconda.
L'anàlisi de l'obra mitjançant raigs X ha permès de verificar que els cabells quedaven més amunt, de manera que es veia la part inferior de l'orella esquerra de la retratada.